# Liste des albums musicaux numéro un au Billboard 200 en 2005
Cette page présente les albums musicaux numéro 1 chaque semaine en 2005 au Billboard 200, le classement officiel des ventes d'albums aux États-Unis établi par le magazine Billboard. Les cinq meilleures ventes annuelles sont également listées.

## Classement hebdomadaire
| Date         | Artiste(s)           | Titre                                          | Référence |
| ------------ | -------------------- | ---------------------------------------------- | --------- |
| 1er janvier  | 2Pac                 | Loyal to the Game                              |           |
| 8 janvier    | Eminem               | Encore                                         |           |
| 15 janvier   | Eminem               | Encore                                         |           |
| 22 janvier   | Green Day            | American Idiot                                 |           |
| 29 janvier   | Green Day            | American Idiot                                 |           |
| 5 février    | The Game             | The Documentary                                |           |
| 12 février   | Kenny Chesney        | Be as You Are (Songs from an Old Blue Chair)   |           |
| 19 février   | The Game             | The Documentary                                |           |
| 26 février   | 3 Doors Down         | Seventeen Days                                 |           |
| 5 mars       | Ray Charles          | Genius Loves Company                           |           |
| 12 mars      | Omarion              | O                                              |           |
| 19 mars      | 50 Cent              | The Massacre                                   |           |
| 26 mars      | 50 Cent              | The Massacre                                   |           |
| 2 avril      | 50 Cent              | The Massacre                                   |           |
| 9 avril      | 50 Cent              | The Massacre                                   |           |
| 16 avril     | 50 Cent              | The Massacre                                   |           |
| 23 avril     | 50 Cent              | The Massacre                                   |           |
| 30 avril     | Mariah Carey         | The Emancipation of Mimi                       |           |
| 7 mai        | Rob Thomas           | ...Something to Be                             |           |
| 14 mai       | Bruce Springsteen    | Devils and Dust                                |           |
| 21 mai       | Nine Inch Nails      | With Teeth                                     |           |
| 28 mai       | Dave Matthews Band   | Stand Up                                       |           |
| 4 juin       | System of a Down     | Mezmerize                                      |           |
| 11 juin      | Audioslave           | Out of Exile                                   |           |
| 18 juin      | Mariah Carey         | The Emancipation of Mimi                       |           |
| 25 juin      | Coldplay             | X&Y                                            |           |
| 2 juillet    | Coldplay             | X&Y                                            |           |
| 9 juillet    | Coldplay             | X&Y                                            |           |
| 16 juillet   | George Strait        | Somewhere Down in Texas                        |           |
| 23 juillet   | R. Kelly             | TP.3 Reloaded                                  |           |
| 30 juillet   | R. Kelly             | TP.3 Reloaded                                  |           |
| 6 août       | Divers artistes      | Now That's What I Call Music! 19 (compilation) |           |
| 13 août      | Divers artistes      | Now That's What I Call Music! 19 (compilation) |           |
| 20 août      | Faith Hill           | Fireflies                                      |           |
| 27 août      | Staind               | Chapter V                                      |           |
| 3 septembre  | Hilary Duff          | Most Wanted                                    |           |
| 10 septembre | Hilary Duff          | Most Wanted                                    |           |
| 17 septembre | Kanye West           | Late Registration                              |           |
| 24 septembre | Kanye West           | Late Registration                              |           |
| 1er octobre  | Paul Wall            | The Peoples Champ                              |           |
| 8 octobre    | Disturbed            | Ten Thousand Fists                             |           |
| 15 octobre   | Gretchen Wilson (en) | All Jacked Up                                  |           |
| 22 octobre   | Nickelback           | All the Right Reasons                          |           |
| 29 octobre   | Alicia Keys          | Unplugged                                      |           |
| 5 novembre   | Ashlee Simpson       | I Am Me                                        |           |
| 12 novembre  | Destiny's Child      | #1's                                           |           |
| 19 novembre  | Divers artistes      | Now That's What I Call Music! 20 (compilation) |           |
| 26 novembre  | Kenny Chesney        | The Road and the Radio                         |           |
| 3 décembre   | Madonna              | Confessions on a Dance Floor                   |           |
| 10 décembre  | System of a Down     | Hypnotize                                      |           |
| 17 décembre  | Divers artistes      | Now That's What I Call Music! 20 (compilation) |           |
| 24 décembre  | Eminem               | Curtain Call: The Hits                         |           |
| 31 décembre  | Eminem               | Curtain Call: The Hits                         |           |

## Classement annuel
Les 5 meilleures ventes d'albums de l'année aux États-Unis selon Billboard :
1. 50 Cent - The Massacre
2. Eminem - Encore
3. Green Day - American Idiot
4. Mariah Carey - The Emancipation of Mimi
5. Kelly Clarkson - Breakaway